# Hanchinal, Indi
Hanchinal là một làng thuộc tehsil Indi, huyện Bijapur, bang Karnataka, Ấn Độ.